# Ро (Арканзас)
Ро (англ. Roe) — місто (англ. town) в США, в окрузі Монро штату Арканзас. Населення — 68 осіб (2020).

## Географія
Ро розташоване за координатами 34°37′53″ пн. ш. 91°23′9″ зх. д. / 34.63139° пн. ш. 91.38583° зх. д. (34.631287, -91.385884).  За даними Бюро перепису населення США в 2010 році місто мало площу 0,47 км², уся площа — суходіл.

## Демографія
Згідно з переписом 2010 року, у місті мешкало 114 осіб у 42 домогосподарствах у складі 37 родин. Густота населення становила 244 особи/км².  Було 49 помешкань (105/км²). 
Расовий склад населення:
| - 87,7 % — білих - 8,8 % — чорних або афроамериканців |

До двох чи більше рас належало 3,5 %. Іспаномовні складали 2,6 % від усіх жителів.
За віковим діапазоном населення розподілялося таким чином: 21,9 % — особи молодші 18 років, 64,1 % — особи у віці 18—64 років, 14,0 % — особи у віці 65 років та старші. Медіана віку мешканця становила 41,8 року. На 100 осіб жіночої статі у місті припадало 83,9 чоловіків;  на 100 жінок у віці від 18 років та старших — 89,4 чоловіків також старших 18 років.
Медіана доходів становила 43 750 доларів для чоловіків та 42 500 доларів для жінок. За межею бідності перебувало 36,4 % осіб, у тому числі 85,2 % дітей у віці до 18 років та 4,8 % осіб у віці 65 років та старших.
Цивільне працевлаштоване населення становило 36 осіб. Основні галузі зайнятості: виробництво — 38,9 %, будівництво — 30,6 %, транспорт — 22,2 %.